# Дом 54 на улице Ленина
Дом 54 на улице Ленина — памятник архитектуры советского периода первых послевоенных пятилеток во Владикавказе, Северная Осетия. Выявленный объект культурного наследия России. Памятник, связанный с жизнью известных общественных деятелей Северной Осетии. Находится на улице Ленина, 54.
Трёхэтажный 12-квартирный дом построен в 1957 году по проекту грузинского проектного института.
В доме проживали известные общественные деятели Северной Осетии:
- В 1958—1992 годах — государственный деятель Северной Осетии, министр местной промышленности Северо-Осетинской АССР (1954—1957), председатель Северо-Осетинского Совнархоза (1959—1963) Габиц Батмурзаевич Гостиев.
- В 1957—1985 годах — организатор электронной промышленности и отечественного машиностроения, директор завода ОЗАТЭ, директор п/я № 17 (завод «Янтарь») Борис Тимофеевич Лакути.

## Галерея

Мемориальная доска Габицу Батмурзовичу Гостиеву. Автор: скульптор Владимир Соскиев. Установлена 22.04.2005[4].
Мемориальная доска Борису Тимофеевич Лакути. Автор: скульптор Владимир Соскиев. Установлена в мае 2003 года[5].